# Altarruf
Der Altarruf, auch Aufruf zur Entscheidung oder Ruf zur Entscheidung genannt,  gehört zur Gestalt evangelikaler und charismatischer Gottesdienste und Evangelisationsversammlungen. Darunter wird ein Appell an die Gottesdienstteilnehmer verstanden, nach der Predigt an den Altar zu treten oder einfach aus der Sitzreihe heraus in dessen Nähe zu kommen. Evangelikale verstehen dies als Zeichen einer öffentlich gemachten Entscheidung für den christlichen Glauben. Bei Charismatikern wird es im weiteren Sinn auch als Bereitschaft verstanden, für sich beten zu lassen.

## Zum Begriff
Die ältere Bezeichnung Altarruf wird mehr und mehr durch den Begriff Aufruf beziehungsweise Ruf zur Entscheidung ersetzt. Einer der Gründe dafür ist die Tatsache, dass im liturgischen Zentrum vieler freikirchlicher Gemeinden nicht ein Altar, sondern ein Abendmahlstisch bzw. oft auch die Kanzel steht. Ein weiterer Grund ergibt sich aus der Tatsache, dass viele evangelistische Veranstaltungen, bei denen nach der Predigt zur Entscheidung gerufen wird, in profanen Gebäuden, Zelten oder etwa in Sportarenen stattfinden.

## Geschichte
Die Praxis des Altarrufs wird im Allgemeinen auf Charles Grandison Finney zurückgeführt, der in den 1830er Jahren nach seinen Evangelisationspredigten zur öffentlichen Entscheidung für den christlichen Glauben aufrief. Finney hatte bei seinen Evangelisationskampagnen jeweils vorne Stühle reserviert für die, die sich nach der Predigt aus Sorge um ihre Seelen „der Seite des Herrn“ anschließen wollten. Diese Leute erhielten dann Seelsorge und es wurde für sie gebetet. Finneys Altarruf hatte zum Ziel, eine Entscheidung, ein sichtbares Ergebnis der Evangelisation herbeizuführen, und er kam dabei zu eindrücklichen Ergebnissen.
Finneys Methode wurde vom Lutheraner Samuel Simon Schmucker und den Camp Meetings der Heiligungsbewegung in der zweiten Hälfte des 19. Jahrhunderts aufgegriffen. Beispielsweise wurden in der Frühzeit der Heilsarmee diejenigen, die ein neues Leben im Glauben gehen wollten, aufgerufen, sich in die erste Sitzreihe zu setzen, wo erfahrene Mitarbeiter für – oft stundenlange – Gespräche über seelsorgerliche und praktische Notlagen zur Verfügung standen und mit den Hilfesuchenden beteten.
Mit leichten Variationen wurde der Brauch von Dwight Lyman Moody und vielen namhaften evangelikalen Predigern des 19. und 20. Jahrhunderts übernommen. Der Brauch war so verbreitet, dass bereits im 19. Jahrhundert zahlreiche Kirchenlieder, die sogenannten „Altar Call Hymns“, entstanden, die den Altarruf thematisierten und die bis heute auch in den Kirchengesangsbüchern von Mainline Churches zu finden sind. In traditionellen evangelikalen Kirchen werden diese Lieder bis heute oft als Hintergrundmusik zum Altarruf gespielt.
Theologisch wird der Altarruf mit dem Sündenbekenntnis in den Psalmen (etwa Psalm 51,1–17 ) begründet, der Aufforderung zur Umkehr in Markus 1,15  sowie mit dem öffentlichen Bekenntnis zu Jesus in Stellen wie Matthäus 10,32 .
Mitte des 20. Jahrhunderts hat insbesondere Billy Graham den Altarruf in der evangelikalen Bewegung weltweit bekannt gemacht, was ihm die leicht spöttische Bezeichnung „fundamentalistisches Sakrament“ einbrachte. Durch Grahams Evangelisationen wurde der Altarruf auch im deutschen Sprachraum bekannt, und auch hier entstanden einige entsprechende Lieder, wie beispielsweise „So wie ich bin komm ich zu dir“ von Bodo Hoppe.

## Heutige Praxis
Auch heute noch ist der Altarruf ein häufig anzutreffendes Element von Evangelisationsveranstaltungen. Neben der Einladung, zum Altar bzw. zur "Bühne" zu kommen, tritt in jüngerer Zeit vermehrt die Bitte, die Glaubensentscheidung durch Aufstehen oder durch ein Handzeichen zu dokumentieren. Weitere Ausdrucksformen der Entscheidung werden ebenfalls praktiziert. In Taizé zum Beispiel drücken Menschen ihre Lebensübergabe an Christus aus, indem sie sich vor dem sogenannten Franziskuskreuz auf den Boden legen. In der Thomasmesse entzünden entscheidungswillige Besucher eine Kerze.
Oft entwickelte sich der Altarruf von der erstmaligen Entscheidung zum erneuten öffentlichen Bekenntnis zu Jesus Christus, dem jeweils ein beträchtlicher Teil der versammelten (und schon lange gläubigen) Gemeinde folgte, was heute auch bei manchen Evangelisationsveranstaltungen der Fall ist. Dennoch: Der Altarruf wird von verschiedenen Personengruppen als bedeutsam empfunden, so von Kirchendistanzierten wie auch von zuvor Konfessionslosen, die sich zum christlichen Glauben bekehrten.
Von Evangelisationen abgesehen, ist der Altarruf auch gebräuchlich bei evangelikalen Jugendbewegungen und manchen überkonfessionellen Bewegungen wie den Promise Keepers.
Eine neue Variante des Altarrufs entstand im 20. Jahrhundert in der Pfingstbewegung, wo dazu aufgefordert wird, nach vorne zu kommen um für sich beten zu lassen – eine Praxis, die insbesondere bei Heilungsgottesdiensten ein fester Bestandteil ist. 
Reinhard Bonnke rief bei seinen Großevangelisationen je nach Anlass zur Bekehrung, zur Geistestaufe oder zu einem Heilungsgebet nach vorne.
In der umstrittenen neocharismatischen Torontosegen-Bewegung der 1990er wurde nach vorne gerufen, um durch Handauflegen den Segen zu empfangen, wodurch extreme Manifestationen wie Umfallen, Zittern, Lachen oder sogar Tierlaute hervorgerufen wurden.

## Kritik
Die Praxis des Altarrufs fand schon bald nach ihrer Entstehung auch Kritik: entschieden abgelehnt wurde sie von Kirchen calvinistischer Prägung, die darin einen aus calvinistischer Sicht unzulässigen eigenen Beitrag des Menschen zu seiner Erlösung sahen, und Finney als ketzerischen Vertreter des Pelagianismus bezeichneten. Auch im Luthertum entwickelte sich eine Gegenbewegung, insbesondere in der Lutheran Church – Missouri Synod, die im Altarruf eine unzulässige Emotionalisierung des Gottesdiensts und Verwässerung der göttlichen Gnade sah.
Von evangelikaler Seite wird, auch von Leuten, die den Altarruf nicht völlig ablehnen, dagegen argumentiert, dass er die Bekehrung, die ein längerer Prozess sein kann, auf ein bestimmtes Datum festlegt, oder dass er eine unzulässige Verkürzung des Evangelisationsprozesses ist, indem die rituelle Antwort auf den Altarruf mit echter Umkehr verwechselt wird.
Ein Hauptargument gegen den Altarruf, der auch oft gegen Massenevangelisationen im Allgemeinen vorgebracht wird, ist, dass es sich oft um eine impulsive emotionale Entscheidung handele, die nicht von Dauer sei.
Die Praxis wird aber auch häufig kritisiert, insbesondere wegen der oft sehr emotionalen Atmosphäre, die die freie Entscheidung des Einzelnen beeinflussen kann.
Eine weitaus differenzierendere Sicht wird zwischenzeitlich angeboten: Das Nach-Vorne-Rufen kann u. U. eine Hilfe sein, wenn klar ist, welche Funktion dies hat: Möglichkeit, den Glauben zu bekennen, aber nicht Zwang, dies unbedingt gerade jetzt zu tun.